# St.-Alban-Kirche (Döllwang)

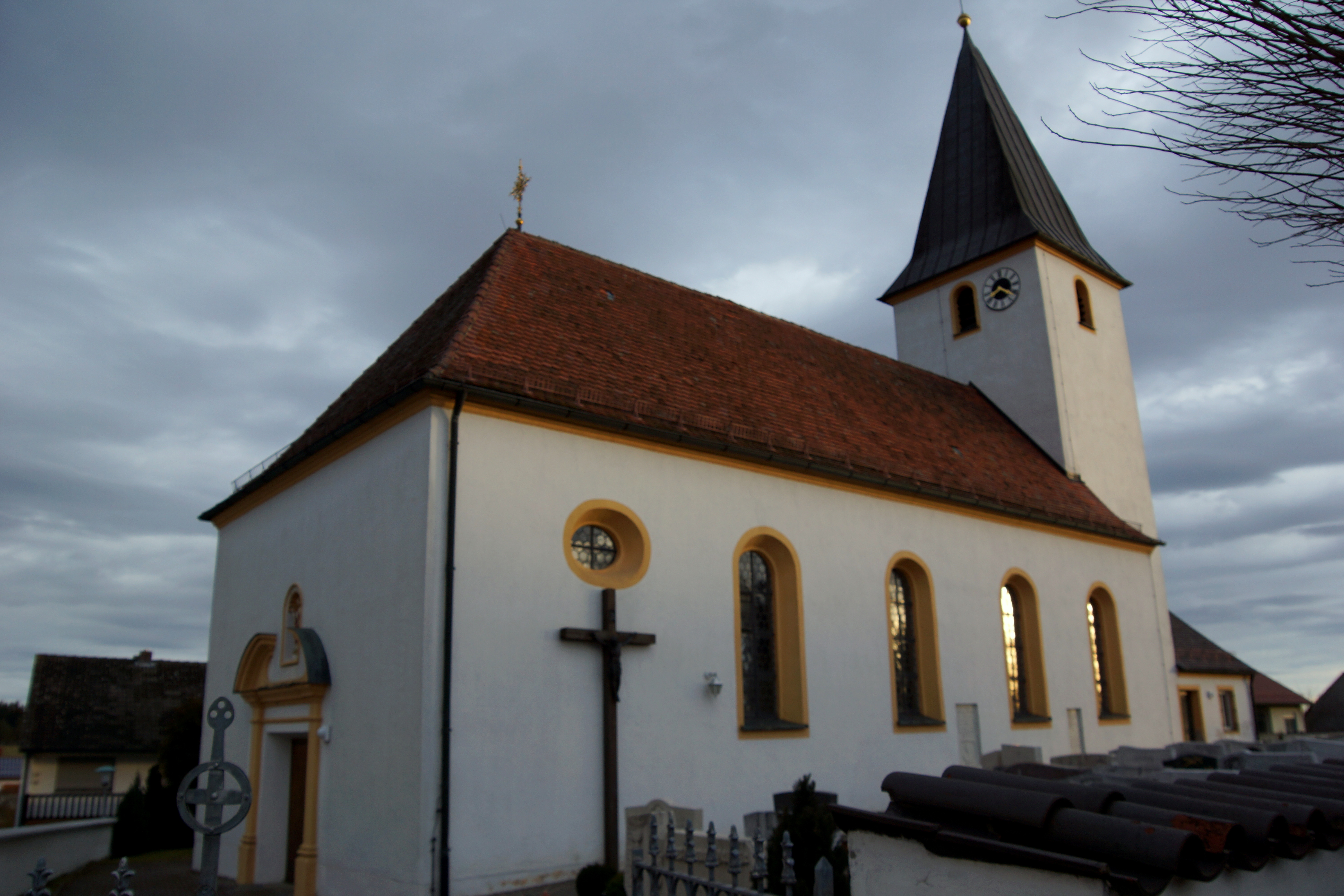
St. Alban in Döllwang

Die St.-Alban-Kirche im  Ortsteil Döllwang in Deining bei Neumarkt in der Oberpfalz weist auf einen mehr als 900 Jahre alten Vorgängerbau zurück. Die Kirche gehört zum Dekanat Neumarkt im Bistum Eichstätt.

## Geschichte
Die erste Erwähnung eines sakralen Bauwerks geht auf das Jahr 1074 zurück, geweiht wurde dieser Bau von Bischof Gundekar II. von Eichstätt, der bei seinem Tod 1075 eine Liste von über 100 von ihm geweihten Kirchen hinterließ. Aus den nächsten 240 Jahren fehlen Nachrichten über Kirche und Pfarrei.
Der erste bekannte und bedeutende Pfarrer von Döllwang war Albert Buchfelder aus der benachbarten Dienstadelsfamilie. Er war hier sei 1316 Dorfpfarrer und verkaufte 1342 mit seinen Vettern das Patronatsrecht an das Kloster Waldsassen. Nur 17 Jahre später überließ der Abt seine Rechte an der Kirche zu Döllwang an die Herren von Wolfstein, die das Patronatsrecht bis zur Reformation innehatten.
1628 wurden die Orte Wangen und Greißelbach in Döllwang eingepfarrt. Im Jahre 1696 fiel der Kirchturm bei einer Kirchenerweiterung zusammen und begrub die Sakristei und den Chor unter sich.
Ein Jahr später wurden das Langhaus und der halbe Turm im barocken Stil wieder aufgebaut. 1704 fertigte der Dietfurter Maler Franz Widtmann die Altarbilder für St. Alban. Um 1851 wurde die Kirche restauriert. Das erste Geläut wurde im Jahr 1911 erwähnt. Die Glocken dazu goss die Firma Hamm aus Regensburg. Im Jahre 1912 wurde die Kirche in Richtung Westen um 1,70 m erhöht. Für 4310 Mark erhielt sie 1914 eine Orgel, die von der Firma Bittner in Eichstätt hergestellt wurde. 1927 wurden neue Kirchenglocken für das Gotteshaus angeschafft, die allerdings im Zweiten Weltkrieg eingeschmolzen wurden. 1963 wurde die Kirche von innen und von außen renoviert. Ein Jahr später goss Friedrich Wilhelm Schilling vier neue Glocken für die Kirche. Ihre Disposition ist g1–b1–c2–d2 (Normalquartett, g-Moll). Die g1-Glocke wiegt 904 kg, die b1-Glocke 520 kg, die c2-Glocke 374 kg und die d2-Glocke 258 kg. Im Jahre 2002 wurde das Vollgeläut im BR 1 in der allsonntaglichen Sendung Zwölfuhrläuten übertragen. Der Kirchturm erhielt im Jahr 1977 ein neues Kupferdach.